# Oliver Mark
Pour les articles homonymes, voir Mark.

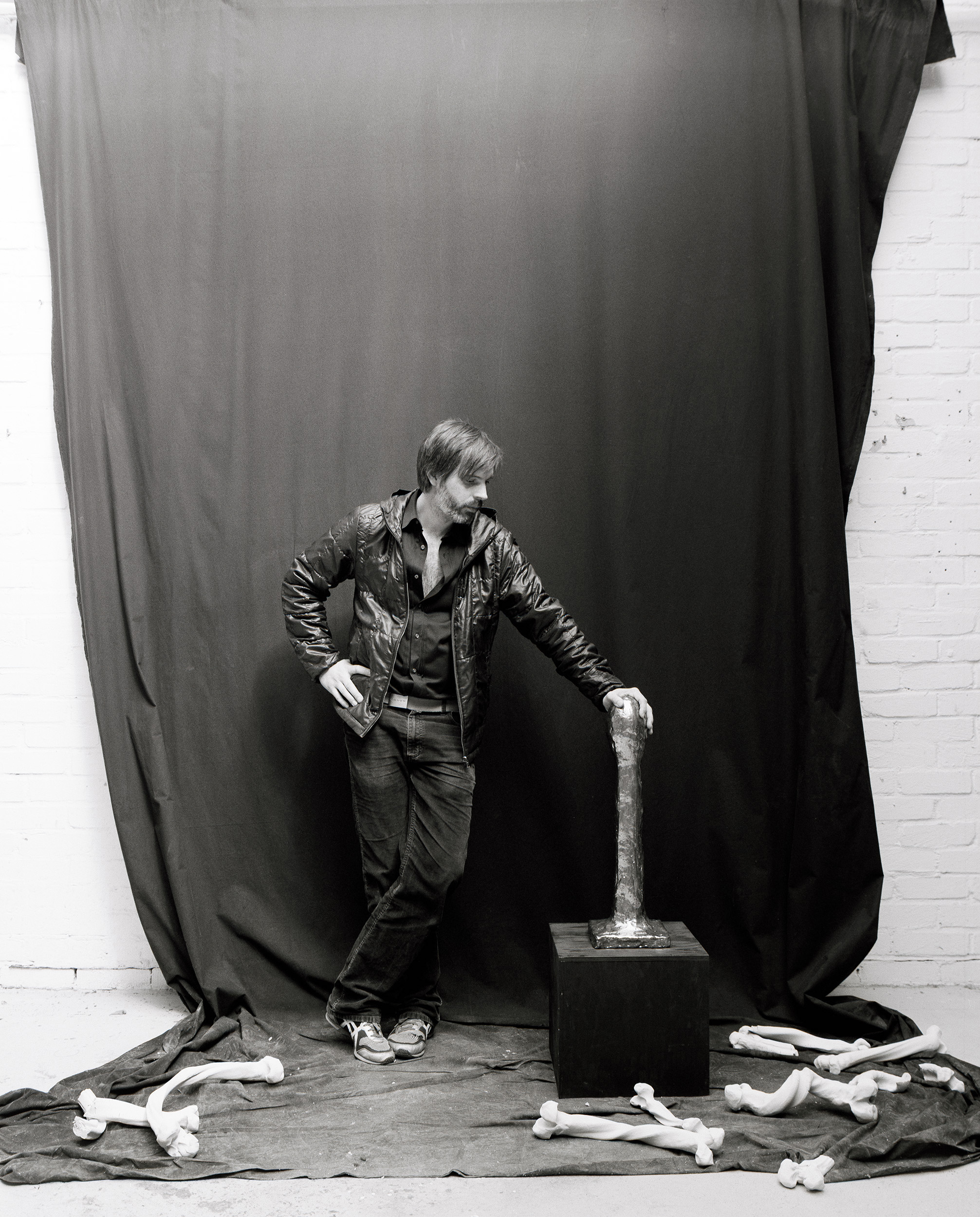
Le sculpteur Markus Karstieß vu par Oliver Mark, 2011.

Oliver Mark (prononcé en allemand : [ˈɔlɪvɐ ˈmaɐ̯k]) est un photographe et artiste allemand, né le 20 février 1963 à Gelsenkirchen. Il est surtout connu pour ses portraits de personnalités internationales.

## Biographie
Oliver Mark a découvert son enthousiasme pour la photographie à l'âge de neuf ans lorsqu'il a participé à un concours de peinture et remporté le premier prix. Il a été récompensé d'un voyage aux Jeux olympiques de Munich et, pour fêter cela, son père a offert à Mark son premier appareil photo. Il a suivi une formation de photographe, travaillant d'abord dans le domaine de la photographie de mode aux Burda Photo Studios d'Offenbourg. En tant qu'étudiant invité, il a assisté à des séminaires sur la culture visuelle à l'Université des arts de Berlin par Katharina Sieverding, connue pour ses photographies grand format. Il est photographe indépendant depuis 1991. Oliver Mark est le père de deux fils et vit actuellement à Berlin.

## Œuvre
Dans les années 1990, Oliver Mark a commencé à photographier des célébrités. Il est devenu connu pour ses portraits d'Anthony Hopkins et Jerry Lewis, mais aussi d'autres personnalités publiques dont Angela Merkel, le pape Benoît XVI, Joachim Gauck et des acteurs comme Ben Kingsley, Cate Blanchett et Tom Hanks. Son intérêt personnel réside dans les artistes contemporains et leur monde créatif. Il a des contacts étroits avec des artistes bien établis et émergents, qu'il incarne dans leur milieu de travail.
Il travaille à la fois avec un appareil photographique reflex mono-objectif et avec un ancien 680 Polaroid. Les photos instantanées produites par le Polaroid révèlent la familiarité de Mark et sa proximité avec les sujets qu’il représente.
Il a travaillé pour des magazines tels que Architectural Digest, Rolling Stone, Der Spiegel, Süddeutsche Zeitung Magazin, Stern, Time, Vanity Fair, Vogue et Die Zeit.

### Collections
Les photographies d'Oliver Mark figurent dans les collections du Musée national du Liechtenstein, des Collections d'art de Chemnitz (de), du Collection d'art Würth, du Musée Bucovine à Suceava, de l'Institut Goethe à Dublin ainsi que dans des collections privées.

## Expositions

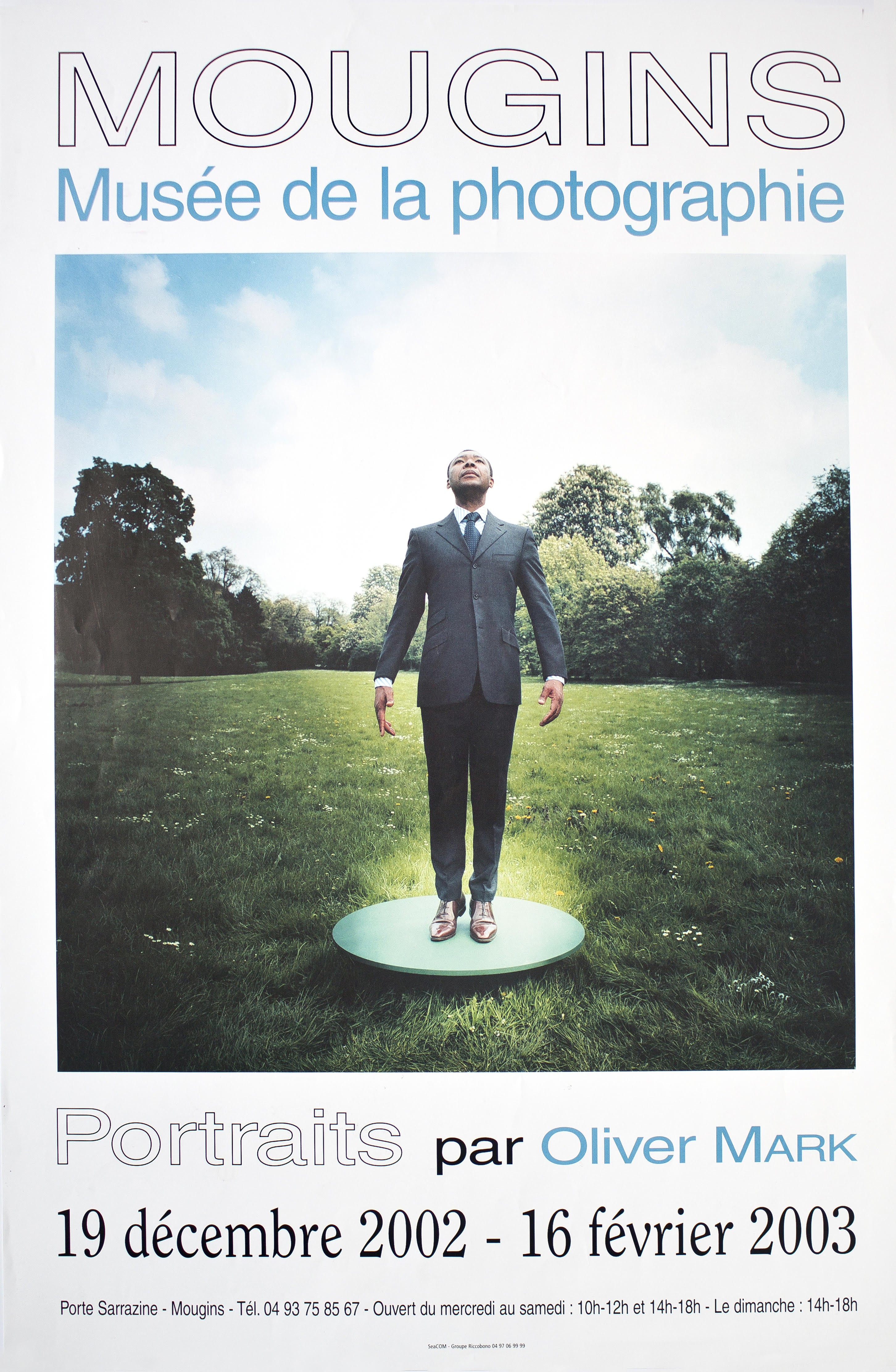
Affiche de l'exposition Portraits, Mougins 2002/2003

Dans l'exposition Natura Morta, présentée en deux parties à la galerie de l'Académie des beaux-arts de Vienne et au Muséum d'histoire naturelle de Vienne en 2017, il aborde la question de savoir comment les êtres humains traitent la nature et l'environnement, en particulier le monde animal, mais également esthétique et beauté de la mort. Les photographies de Still Life d'Oliver Mark ont été prises à la Chambre Asservat de l'Office fédéral de la protection de la nature à Bonn en 2015. Son idée était d'avoir des crânes de léopards, des sculptures en ivoire, des produits à base de crocodile ou de tortue, des parties d'animaux et de plantes protégées, des trophées de chasse, des vêtements en peau de serpent, des instruments de musique en bois tropical précieux, des articles de voyage tels que des hippocampes, des escargots et des coquillages saisis par les douanes photographier que les produits par illumination et le choix des arrière-plans suscitent d’abord le désir de regarder le photos. Au Muséum d'histoire naturelle de Vienne, ils ont été répartis en trois groupes à côté de préparations animales différentes, ce qui a permis d'aborder la question de la protection des espèces. Oliver Mark a présenté ses photographies dans des cadres historiques, qu'il a sélectionnés aux enchères et dans les magasins d'antiquités. Dans la Gemäldegalerie de l'Académie des Beaux-Arts de Vienne, cela a entraîné des correspondances passionnantes entre les genres de la peinture et de la photographie. Des œuvres de natures mortes et d'animaux réalisées par des peintres hollandais, tels que Willem van Aelst, Jan Weenix ou Peter Paul Rubens, ont été montrées dans la collection de la galerie de l'Académie des beaux-arts de Vienne.   

### Expositions personnelles (sélection)
- 2021: Museo, Kanya Kage Art Space Berlin
- 2020: Les mains de Jenny Holzer dans l'Église St. Peter et Paul, Potsdam
- 2019/20: Bukowina Klöster Leben [La vie au monastère de Bucovine], Église Saint-Thomas-d'Aquin, Berlin
- 2019/20: Goldene Schuhe [Chaussures dorées] – Photographies de la collection du Liechtenstein State Museum par Oliver Mark
- 2019: No Show, Villa Dessauer - Museen der Stadt Bamberg[9]
- 2018 : La vie au monastère de Bucovine, Musée Bucovine, Suceava[10]
- 2017 : Natura Morta, Fotografien von Oliver Mark in Korrespondenz zu Stillleben-Gemälden der Sammlung, Galerie de l'Académie des beaux-arts de Vienne[11]
- 2017 : Natura Morta, Muséum d'histoire naturelle de Vienne[12]
- 2016-2017 : Natura Morta, Musée national du Liechtenstein, Vaduz[13]
- 2014 : Oliver Mark - still...lesen, l'Institut Goethe à Dublin
- 2014 : Aus den Trümmern kriecht das Leben, Portraits von Karl Otto Götz, Kunstsammlungen Chemnitz[14]
- 2014 : Märkische Adlige - eine Bilanz des Neuanfangs, Fürst-Pückler-Museum, Cottbus
- 2013-2014 : Aussenseiter und Eingeweihter, Uno Art Space, Stuttgart[15]
- 2013 : Aussenseiter und Eingeweihter, pavlov's dog, Berlin[16]
- 2013 : Oliver Marks Blick auf Liechtensteins Staatsfeiertag am 15.08.2012, Musée national du Liechtenstein, Vaduz[17]
- 2013 : Heimat verpflichtet, Kanzlei im Lübbenauer Schlossbezirk, Lübbenau[18]
- 2012-2013 : Märkische Adlige / eine Bilanz nach 20 Jahren, Brandenburgische Landeszentrale für politische Bildung, Potsdam
- 2012 : Shuteye, °CLAIR Gallery, Munich[19],[20]
- 2011 : Portraits, Bahnhof | Der Neue Pfaffenhofener Kunstverein, Pfaffenhofen a. d. Ilm[21]
- 2011 : 7 Artists and 1 Nude, Galerie Gloria, Berlin[22]
- 2006 : Portraits & Stills, Anna Augstein Fine Arts Berlin[23]
- 2002-2003 : Portraits, Musée de la Photographie de Mougins
- 2001 : Photographien, Galerie Imago, Berlin
- 2000 : Portraits und Memorabilien, Galerie Grauwert, Hamburg
- 1999 : Portraits, Galerie 48, Sarrebruck

## Vie personnelle
Mark est père de deux fils et vit à Berlin.

## Publications (sélection)

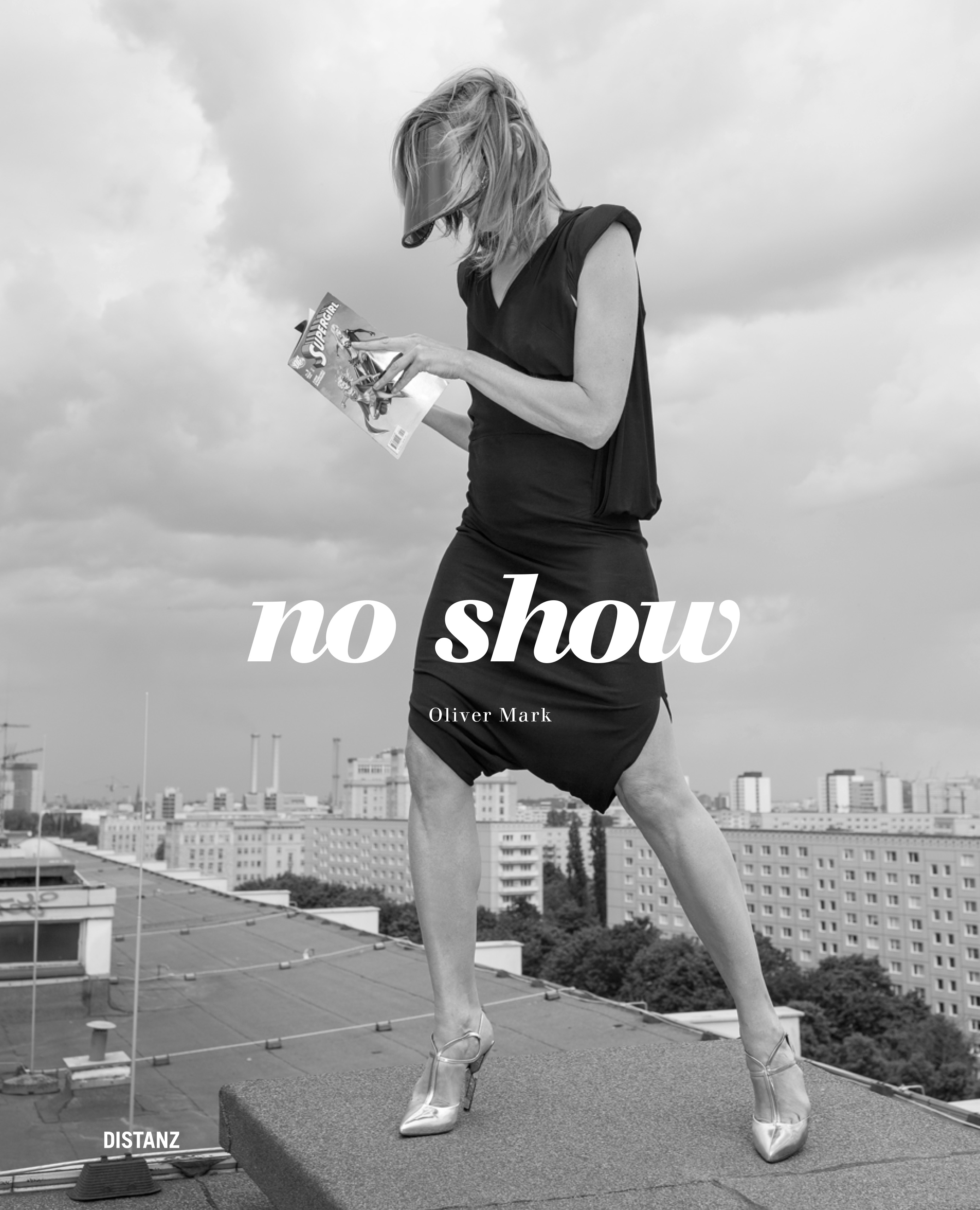
Couverture de no show, Distanz Verlag, Berlin 2019

- No Show. Distanz Verlag, Berlin 2019,  (ISBN 978-3-95476-281-1) 
(avec des textes de Carolin Hilker-Möll, Christoph Peters, Georg Maria Roers SJ, Michael Schipper)
- Bucovina Monastery Life. Editura Karl A. Romstorfer, Suceava 2018,  (ISBN 978-606-8698-29-8). 
(avec des textes de Rainer Vollkommer, Constantin-Emil Ursu, Teodor Brădăţanu)
- Natura Morta. Kehrer Verlag, Heidelberg 2016,  (ISBN 978-3-86828-759-2). 
(avec des textes de Barbara Hendricks, Rainer Vollkommer, Philipp Demandt, Julia M. Nauhaus, Michael Schipper, Aurelia Frick, Christian Köberl, Lorenz Becker)[25].
- Oliver – Nutte Künstler Fotograf. Die ganze Wahrheit über Oliver Mark. Grauel Publishing, Berlin 2014.
- Aus den Trümmern kriecht das Leben. [De la ruine rampe la vie] b.frank books, Zürich 2013,  (ISBN 978-3-906217-00-0). (avec des poèmes de K. O. Götz)[26]
- Außenseiter und Eingeweihter. Hatje Cantz Verlag, Berlin 2013,  (ISBN 978-3-7757-3756-2)[27].
- Oliver Marks Blick auf Liechtensteins Staatsfeiertag. Alpenland Verlag, Schaan 2013,  (ISBN 978-3-905437-34-8)[28].
- avec Martina Schellhorn: Heimat verpflichtet. Märkische Adlige – eine Bilanz nach 20 Jahren. Brandenburgische Landeszentrale für politische Bildung, Potsdam 2012,  (ISBN 978-3-932502-60-6)[29].
- Portraits. Hatje Cantz Verlag, Berlin 2009,  (ISBN 978-3-7757-2484-5)[30].